# Agnia lucipor
Agnia lucipor är en skalbaggsart som beskrevs av Stefan von Breuning 1982. Agnia lucipor ingår i släktet Agnia och familjen långhorningar.
Artens utbredningsområde är Filippinerna. Inga underarter finns listade i Catalogue of Life.